# 점프SQ.19
《점프SQ.19》(ジャンプSQ.19 잔푸 에스큐이치큐[*])는 슈에이샤가 발행하는 일본의 소년 만화 잡지이다.

## 개요
《점프 스퀘어》의 증간호로 (그 전에는 《점프 스퀘어 세컨드》) 2010년 5월 19일에 창간되었다. 주 독자층은 《점프 스퀘어》와 동일하다. 잡지는 매년 2월, 5월, 8월, 11월의 19일에 발행되었다. 2012년 4월 19일부터 격월 발행으로 변경되어, 매년 2월, 4월, 6월, 8월, 10월, 12월의 19일에 발행되고 있다. 《점프SQ.19》에는 연재작품 외에, 베타랑 만화가나 신인 만화가들의 단편작들과 《점프 스퀘어》의 인기작품들의 번외편도 포함되어 있다.
2010년 8월 21일에는 야후!와 제휴해서, 아이패드용 앱으로 전자도서용으로 발신을 개시했다. 2010년 창간호에 한해서 거의 모든 작품이 무료로 발신되었지만, 2010년 여름호부터 유료로 발신되고 있다.
단행본은 "JUMP COMICS SQ." 레이블로 발행되고 있다.

## 주요 연재작
- 《길 잃은 고양이 오버런!》
- 《나는 친구가 적다》
- 《To LOVE 트러블》
- 《아빠 말 좀 들어라!》
- 《청의 엑소시스트》
- 《작열의 탁구소녀》
- 《종말의 세라프》
- 《혈계 전선》

## 같이 보기
- 주간 소년 점프
- 점프스퀘어
- V 점프